# Намибија на Светском првенству у атлетици у дворани 2010.
Намибија је учествовала на 13. Светском првенству у атлетици у дворани 2010. одржаном од 12. до 14. марта 2010. у Дохи (Катар). Репрезентацију Намибије,  на њеном шестом учешћу на светским првенствима у дворани, представљала је једна атлетичарка, која се такмичила у трци на 400.
На овом првенству представница Намибије није освојила ниједну медаљу а оборила је национални рекорд на 400 м у дворани за жене.

## Учесници
Жене:
- Тјипекапора Херунга — 400 м

## Резултати

### Жене
| Атлетичарка         | Дисциплина | Лични рекорд | Квалификација | Квалификација | Полуфинале            | Полуфинале            | Финале                | Финале        | Детаљи |
| Атлетичарка         | Дисциплина | Лични рекорд | Резултат      | Место         | Резултат              | Место                 | Резултат              | Место         | Детаљи |
| ------------------- | ---------- | ------------ | ------------- | ------------- | --------------------- | --------------------- | --------------------- | ------------- | ------ |
| Тјипекапора Херунга | 400 м      |              | 55,40 НР      | 5. у гр. 3    | Није се квалификовала | Није се квалификовала | Није се квалификовала | 19. / 20 (22) |        |